# Entscheidung (Zeitschrift)
Entscheidung war eine christliche Zeitschrift, die von 1963 bis 2015 sechsmal im Jahr erschien. Die Zeitschrift enthielt Reportagen, moderne Bibelauslegungen sowie Glaubenszeugnisse. Herausgeber war die internationale Hilfsorganisation Geschenke der Hoffnung.
Die Auflage variierte je nach Ausgabe zwischen 25.000 Exemplaren (Januar- bis September-Ausgaben), 60.000 Exemplaren (November-Ausgabe) und 100.000 Exemplaren (Sonderausgaben zum Deutschen Evangelischen Kirchentag, der Fußball-Weltmeisterschaft und anderen Ereignissen), die in Deutschland, Österreich und der Schweiz vertrieben wurden.
Die Zeitschrift richtete sich von ihrem Selbstverständnis her an Christen und Menschen, die neugierig auf Gott sind. Entscheidung hatte ihren Ursprung in der internationalen Arbeit des US-amerikanischen Predigers Billy Graham mit seiner englischen Zeitschrift Decision.
Regelmäßige Mitarbeiter waren unter anderem Hartmut Bärend, Ulrich Parzany, Hansjörg Bräumer und Theo Lehmann.
Gemeinsam mit dem Hänssler Verlag gab die Zeitschrift die Buchreihe Edition Entscheidung heraus.